# Bassa jezik
Bassa jezik (ISO 639-3: bsq), nigersko-kongoanski jezik iz skupine kru, kojim govori ooko 408 730 ljudi u Liberiji i Sijera Leoni. Pripadnici etničke grupe zovu se Bassa i žive uglavnom u okruzima Grand Bassa, Rivercess i Montserrado u Liberiji (403 000; 2006), i Freetownu u Sijera Leoni (5 730; 2006).
Ima više dijalekata: gbor, gba sor, mabahn, hwen gba kon, central bassa i rivercess bassa. Stariji ljudi služe se pismom bassa vah, a danas je u upotrebi latinično.
Ne smije se brkati s jezikom basaa [bas] iz Nigerije, basa [bzw] iz Nigerije, basa-gumna [bsl], basa-gurmana [buj] i bassa-kontagora [bsr].
S jezicima dewoin [dee] i gbii [ggb] svi iz Liberije čini podskupinu bassa.

## Vanjske poveznice
- Ethnologue (14th)
- Ethnologue (15th)